# دستجرده علیا
دستجرده علیا، روستایی از توابع بخش دینور شهرستان صحنه در استان کرمانشاه ایران است.

## جمعیت
این روستا در دهستان دینور قرار دارد و براساس سرشماری مرکز آمار ایران در سال ۱۳۸۵، جمعیت آن ۹۴ نفر (۲۵خانوار) بوده‌است.
اهالی این روستا به گویش لکی از زبان کردی صحبت می کنند که با لهجه ی خاص این روستا ادا می شود.